# Ilimanaq Helistop
Ilimanaq Helistop (IATA: , ICAO: BGIL) er en grønlandsk flyveplads beliggende i Ilimanaq (Claushavn) med et græslandingsområde på 20 m x 30 m. I 2008 var der 67 afrejsende passagerer fra flyvepladsen fordelt på 38 starter (gennemsnitligt 1,76 passagerer pr. start).
Ilimanaq Helistop drives af Mittarfeqarfiit, Grønlands Lufthavnsvæsen. Statens Luftfartsvæsen fører tilsyn med flyvepladsen.

## Eksterne links
- AIP for BGIL fra Statens Luftfartsvæsen Arkiveret 24. februar 2012 hos  Wayback Machine

| Trafik | Spire Denne trafikartikel er en spire som bør udbygges. Du er velkommen til at hjælpe Wikipedia ved at udvide den. |